# アブドゥルアズィーズ・ハスラーン
アブドゥルアズィーズ・ハスラーン（Abdulaziz Mohammed Al-Khathran、1973年7月31日 - ）は、サウジアラビアの元サッカー選手。元サウジアラビア代表。ポジションはミッドフィールダー。

## 経歴
2002年2月にサウジアラビア代表デビュー。2002 FIFAワールドカップではグループステージ全3試合に出場した。ワールドカップ後、代表から外れたが、2005年3月に代表復帰、2006 FIFAワールドカップにも出場した。サウジアラビア代表として31試合に出場した。

## 代表歴

### 出場大会
- サウジアラビア代表
  - 2002 FIFAワールドカップ
  - 2006 FIFAワールドカップ

### 試合数
- 国際Aマッチ 31試合 0得点（2002年-2006年）[1]

| サウジアラビア代表 | 国際Aマッチ | 国際Aマッチ |
| 年                 | 出場        | 得点        |
| ------------------ | ----------- | ----------- |
| 2002               | 8           | 0           |
| 2003               | 0           | 0           |
| 2004               | 0           | 0           |
| 2005               | 7           | 0           |
| 2006               | 16          | 0           |
| 通算               | 31          | 0           |